# Hall of the Mountain Grill
Hall of the Mountain Grill es el cuarto álbum de estudio de Hawkwind, lanzado por United Artists en 1974.
Considerado uno de los máximos clásicos de la banda, "Hall of the Mountain Grill" mezcla el rock espacial de los inicios del grupo, con estructuras más cercanas al rock progresivo, acentuadas por el mellotron y los sintetizadores de Simon House, quien reemplaza aquí a Dik Mik.
El título del álbum hace referencia a un restaurante londinense frecuentado por los miembros de la banda, el "Mountain Grill" (hoy cerrado), cuya fachada aparece en una foto interna del LP; la portada futurista del disco es obra del artista Barney Bubbles.

## Lista de canciones
Lado A
1. "The Psychedelic Warlords (Disappear In Smoke)" (Brock) - 6:50
2. "Wind Of Change" (Brock) - 5:08
3. "D-Rider" (Nik Turner) - 6:14
4. "Web Weaver" (Brock) - 3:15

Lado B
1. "You'd Better Believe It" (Brock) - 7:13
2. "Hall Of The Mountain Grill" (House) - 2:14
3. "Lost Johnny" (Kilmister/Farren) - 3:30
4. "Goat Willow" (Dettmar) - 1:37
5. "Paradox" (Brock) - 5:35

### Pistas adicionales
1. "You'd Better Believe It" (single-version) (Brock) - 3:22
2. "The Psychedelic Warlords (Disappear In Smoke)" (single-version) (Brock) - 3:57
3. "Paradox" (single-version) (Brock) - 4:04
4. "It's So Easy" (Brock) - 5:20

## Personal
- Dave Brock: guitarra líder, guitarra de 12 cuerdas, voz, sintetizadores, órgano, armónica
- Nik Turner: saxo, flauta, oboe, voz
- Lemmy: bajo, voz, guitarras adicionales
- Simon House: mellotron, sintetizadores, violín eléctrico
- Del Dettmar: teclados, sintetizadores, kalimba
- Simon King: batería